# Il ginepro
Il ginepro (titolo tedesco: Vom Machandelbaum, KHM 047) è una fiaba popolare contenuta nella celebre raccolta dei fratelli Grimm, Kinder- und Hausmärchen. Il racconto, dai toni molto crudi e violenti, narra della persecuzione di un bambino da parte della sua matrigna, della sua metamorfosi in uccello e della sua rivalsa finale. Nel sistema di classificazione Aarne-Thompson è rappresentato dal tipo 720, The Juniper Tree, ma è anche noto come My Mother Slew Me; My Father Ate Me.

## Trama
Una donna, rattristata dalla sua impossibilità di avere figli, un giorno d'inverno sbuccia una mela seduta ai piedi di un ginepro, nel suo giardino. Inavvertitamente si ferisce ad un dito e il sangue che ne fuoriesce macchia la neve che ricopriva il terreno: d'istinto esprime il desiderio di poter dare alla luce un figlio rosso come il sangue e bianco come la neve. Di lì a poco, con grande gioia sua e di suo marito, la donna rimane incinta, ma verso la fine della gravidanza si ammala per aver mangiato troppe bacche del ginepro. Poco prima di partorire, chiede al marito di essere seppellita sotto quell'albero: il parto va a buon fine, ma la donna effettivamente muore dando alla luce suo figlio.
Il marito esaudisce il suo desiderio e la piange giorno e notte, ma col tempo il dolore si attenua e l'uomo si decide a prendere nuovamente moglie. Da questo nuovo matrimonio nasce una bambina, Marilena, che si affeziona profondamente al fratellastro; sua madre, invece, ben presto lo prende in odio a tal punto da perseguitarlo continuamente, da riprenderlo e punirlo con ogni pretesto, tanto da non lasciargli pace. Questo suo accanimento si fa sempre più pesante, fino al giorno in cui la donna arriva al punto di ucciderlo: simulando gentilezza lo convince a prendere una mela da un baule dotato di un pesante e tagliente coperchio di ferro e, quando l'ignaro bambino si china per infilare la mano all'interno, ella con un colpo secco gli sbatte sul collo il coperchio, decapitandolo. Spaventata - ma non pentita - per il misfatto, la matrigna ricompone la testa del figliastro sul collo reciso nascondendo il taglio con un fazzoletto, poi sistema il cadavere su una sedia davanti alla porta e gli mette in mano una mela. Marilena, ingolosita alla vista del frutto, chiede al fratello di averne un po', e davanti al suo silenzio si cruccia: la madre, allora, le consiglia di dargli uno schiaffo, ma a quel gesto la testa del ragazzino cade ovviamente a terra. Marilena, pensando di essere la responsabile della morte del fratello, si dispera; a quel punto, la perfida donna la convince a tacere dell'incidente col padre, e - per sbarazzarsi del cadavere - lo taglia a pezzi e si fa aiutare a cucinarlo. Il padre, ignaro, divora con gusto le carni di suo figlio, al punto da mangiarselo per intero da solo.
Marilena, disperata, piangendo raccoglie le ossa del fratello, le avvolge nel suo più bel fazzoletto e le seppellisce ai piedi del ginepro. A quel punto l'albero comincia a muoversi in modo strano finché da esso non esce una nube e da questa nube un uccellino bellissimo e dal canto meraviglioso. Questo uccellino vola prima presso la casa di un orefice, poi presso quella di un calzolaio e infine presso un mulino, e ogni volta si mette a cantare la stessa canzone, che fa:
mein Vater, der mich aß,,

mein Schwester, der Marlenichen,,

sucht alle meine Benichen,,

bind’t sie in ein seiden Tuch,,

legt’s unter den Machandelbaum.,

Kywitt, kywitt, wat vör’n schöön Vagel bün ik!“»
mio padre mi mangiò,

mia sorella Marilena

l'ossa mie tutte raduna;

nella seta le ha legate,

sotto il ginepro celate.

Ciuì, ciuì, che bell'uccello è qui!»
Incantati dalla bellezza del canto, sia l'orefice, sia il calzolaio, sia i garzoni che lavoravano al mulino pregano l'uccelletto di cantare di nuovo per loro, e in cambio esso chiede - nell'ordine - una catena d'oro, un paio di belle scarpette rosse e una pesante macina di pietra. Con la catena in una zampa, le scarpe nell'altra e la macina attorno al collo, vola nuovamente verso casa, si posa su un ramo del ginepro, nel giardino, e ricomincia a cantare la sua canzone. All'udire quelle note, il padre e Marilena si rallegrano ed escono in giardino, dove ricevono dall'uccellino in dono la preziosa catena d'oro e le scarpette. La matrigna, invece, terrorizzata dal presentimento di qualcosa di terribile, rimane in casa a tormentarsi finché, esasperata, non fugge all'esterno, ma appena mette piede fuori dalla soglia l'uccellino le fa cadere in testa la pesante macina e ne fa poltiglia. A quel punto l'uccello si ritrasforma nuovamente e riacquista le sue fattezze umane: felici e contenti, il bambino, Marilena e il padre rientrano in casa e si mettono a tavola.

## Analisi
La fiaba è costruita su una serie di momenti ben precisi che seguono uno schema di nascita, morte e rigenerazione: inizia infatti con la raffinatissima descrizione della gravidanza della madre biologica del bambino e prosegue con la sua nascita che però comporta la morte della madre biologica; gli eventi si sviluppano in seguito alla persecuzione sanguinaria della matrigna, che uccide il bambino, e poi con la metamorfosi delle sue ossa nell'uccellino; infine, il tutto si conclude con una giusta vendetta e con la ritrasformazione dell'uccello in bambino. Al centro di tutto sta il tema dell'abuso da parte dei genitori sui figli: sia il bambino, che finisce decapitato e poi cucinato, sia la piccola Marilena subiscono violenza da parte della feroce matrigna, che elimina fisicamente uno e fa credere all'altra di essere responsabile di un orrendo delitto solo per salvarsi, e questo a cospetto di una figura paterna totalmente passiva e incapace di arginare l'oppressione materna. Le dinamiche familiari, sotto questo punto di vista, ricordano molto quelle di Hänsel e Gretel: anche in quel caso, infatti, abbiamo una figura materna priva di scrupoli che crea danno alla prole, e una figura paterna che, pur non essendo di fatto aggressiva o minacciosa, risulta totalmente succube dell'altra. Non è un caso che Il ginepro venga spesso trattata accanto a questo racconto e ad altri ancora che condividono le stesse linee guida, come Pollicino e Molly Whuppie. Interessante, in proposito, è il dettaglio della macina come mezzo di punizione del malvagio: sembra infatti che tale scelta rimandi ad un passo evangelico relativo proprio al comportamento da tenere verso i bambini.
Indubbiamente l'antagonista della situazione, dunque, è la matrigna. Ella va considerata in coppia con la madre biologica, assieme alla quale rappresenta l'aspetto distruttivo e spaventoso della Natura: se la madre del bambino, infatti, è colei che dispensa la vita, l'altra è colei che opera per toglierla, per distruggere e smembrare. Questa sua tendenza a dividere si nota anche in un altro dettaglio del suo comportamento, più sottile: la matrigna, in effetti, è l'unico personaggio che risulta in grado di fare distinzioni, di notare le differenze: non ci riesce il padre, quando mangia le carni di suo figlio senza accorgersi di ciò che fa, non ci riesce Marlene, quando non capisce che il fratello è già morto quando riceve il suo schiaffo, e non ci riesce nemmeno il bambino quando cade nel tranello della matrigna. Più in generale, il comportamento dei personaggi di questa fiaba risulta sempre piuttosto infantile e quasi sempliciotto: proprio questo sembra essere uno dei motivi per i quali la fiaba, nonostante la crudezza del suo nucleo narrativo, suscita spesso nei bambini reazioni d'inaspettato divertimento. È vero che il protagonista viene decapitato e poi smembrato, ma tutto questo avviene secondo una logica tipicamente infantile (vedi il padre che si cruccia non per l'assenza improvvisa del figlio, ma perché quello non l'ha aspettato per salutarlo; vedi la matrigna che, davanti al danno, cerca di coprirlo per far ricadere la colpa su qualcun altro). Questo consente al pubblico infantile una forte immedesimazione, e ciò rinforza le potenzialità d'azione della fiaba sulla psiche: in particolare, molte letture psicoanalitiche si sono concentrate sulla natura matricentrica della storia per analizzare il rapporto madre/figlio. Secondo queste ultime, l'accento sarebbe posto sulla figura della madre edipica, la cui onnipotenza creerebbe un senso di dipendenza e d'impotenza nel bambino, accompagnato da conseguente risentimento. In quest'ottica il padre simboleggia invece l'autonomia al quale il bambino aspira: il fatto che nella fiaba il finale preveda l'eliminazione della matrigna e la riunione felice tra figlio, padre e sorella, dunque, sarebbe nient'altro che la rappresentazione allegorica dell'affrancamento del bambino dall'opprimente controllo della madre.

## Varianti
Esistono centinaia di varianti de Il ginepro, riferibili alle tradizioni folkloriche dell'intera Europa. In particolar modo le risultano affini The Rose Tree, riscritta da Joseph Jacobs, e Pippety Pew, una fiaba tradizionale scozzese raccolta da Norah e William Montgomery. Benché i passaggi chiave della narrazione siano rispettati, esistono alcune differenze a livello di dettagli, il che può aiutare a farsi un'idea di come poteva essere il nucleo narrativo tradizionale sul quale i vari Runge e Grimm hanno ricamato.

### The Rose Tree
La differenza più vistosa è che, in questa versione, la protagonista è una bambina: la storia, inoltre, parte da una situazione in cui il padre si è già risposato con la sua seconda moglie, in seguito alla morte della prima, e ha già avuto da lei un figlio. L'astio della matrigna verso la figliastra rimane inalterato, così come il suo intento omicida, che però viene ispirato da un pretesto concreto: mentre il bambino de Il ginepro non aveva fatto praticamente nulla nel momento in cui la sua matrigna lo invita a cogliere una mela dalla cassa, nella fiaba di Jacobs la fanciulla aveva finito per spendere tutti i soldi che le erano stati dati per alcune candele che aveva perduto. La donna, a quel punto, finge amorevolezza e invita la piccola ad appoggiare la testa sul suo grembo, in modo da pettinarla. La bellezza dei suoi capelli biondi la acceca di invidia, e sommando nervosismo al nervosismo si risolve ad ucciderla: adducendo banali scuse, convince la ragazzina a portarle prima uno sgabello, poi un'ascia, e infine ad appoggiare la testa sullo sgabello. In un attimo, cala la scure sul suo collo e la uccide. Interessante è che in The Rose Tree manca il motivo della paura conseguente al misfatto: la matrigna si limita a ridere e a pulire l'arma del delitto, per poi mettere a bollire i pezzi del cadavere. Di conseguenza, il fratellino non vive lo stesso dramma di Marilena, limitandosi a rifiutare di mangiare la carne servita a cena e a raccogliere le ossa avanzate dal pasto e a seppellirle sotto un albero di rose. Quando le rose sbocciano, su uno dei rami del rosaio compare un uccello bianco canterino. Anch'esso si reca prima da un calzolaio, poi da un gioielliere e infine presso un mulino. In cambio del suo canto, riceve le solite scarpette, un prezioso orologio e una catena d'oro e la solita macina di pietra. Come da copione, ritorna a casa per regalare al padre e al fratellino gli oggetti d'oro e le scarpe, e per rovesciare la macina sulla crudele matrigna. Interessante è che, in questa versione, non c'è la metamorfosi finale: la fiaba termina con la descrizione della morte della donna malvagia.

### Pippety Pew
Prima importantissima differenza: in questa fiaba la perfida assassina non è la matrigna del protagonista, ma sua madre. Un giorno il padre cattura un leprotto e lo porta alla moglie perché lo cucini. La donna si mette all'opera, ma a furia di assaggiare per controllare la cottura finisce per mangiarsi tutta la carne: non sapendo come rimediare, chiama suo figlio Johnnie con la scusa di pettinarlo. Inutile dire che i suoi propositi sono ben più sanguinari.
Dopo aver ucciso il povero bambino, lo fa a pezzi e lo mette a cuocere. Quando, a cena, il marito si mette a tavola, nota che c'è qualcosa che non va. Gli sembra di riconoscere una mano e un piede del proprio figlio, ma la moglie lo smentisce sostenendo che sono le zampe del leprotto. La sorellina, Kate, raccoglie al solito le ossa avanzate e le mette sotto una pietra. Da esse si genera una colomba bianca, che vola prima da alcune donne che stanno lavando i panni, poi da un uomo intento a contare un mucchio di monete d'argento, e infine da un mugnaio. A tutti quanti canta la sua canzoncina, e in cambio ottiene dei bei vestiti, le monete e la solita macina. Tornata a casa, la colomba non attira i familiari cantando, bensì lasciando cadere dei sassolini giù per il camino. Kate esce per vedere che stia succedendo e riceve in regalo i vestiti; il padre, uscito a sua volta, si vede consegnare dall'uccello le monete. Alla madre cattiva, invece, tocca in sorte la pesante macina. Di nuovo, nemmeno in questa versione abbiamo la metamorfosi finale: la colomba si limita a volare via, lasciando comunque la sorella e il padre felici e contenti.

## In letteratura
Benché la prima versione de Il ginepro sia stata registrata da Runge solo nel 1808, già nella prima versione del suo Faust (1773-1775) Goethe aveva inserito una evidente citazione alla fiaba popolare, facendo cantilenare alla sua Gretchen, in carcere per infanticidio, una drammatica versione della canzone dell'uccellino (opportunamente adattata alla vicenda):
die mich umgebracht hat!

Mein Vater, der Schelm,

der mich gessen hat!

Mein Schwesterlein klein

Hub auf die Bein

An einem kühlen Ort;

Da ward ich ein schönes Waldvögelein;

Fliege fort, fliege fort!»
è lei che mi ha ammazzato!

Mio padre, il furfante,

è lui che mi ha mangiato!

La mia sorellina

ha raccolto le mie ossa

in una fresca fossa;

allora diventai bell’uccellin di bosco;

vola via! Vola via!»
(J. W. von Goethe, Urfaust)
Anche la scrittrice Margaret Atwood ha sfruttato il motivo della fiaba per una poesia The Little Sister e per la stesura del suo romanzo Surfacing.